# Billy Boat

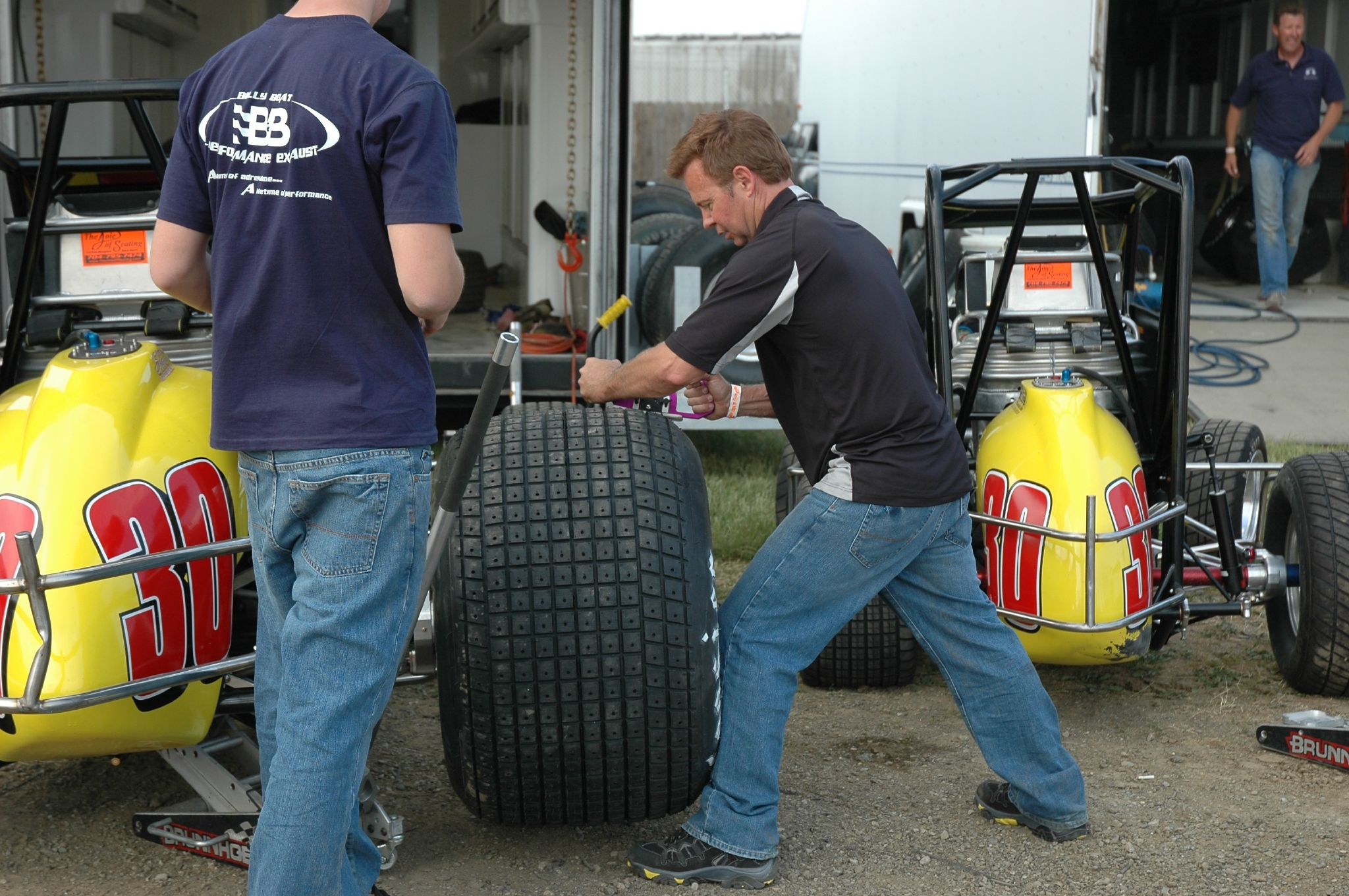
Billy Boat (rechts) in 2007.

William "Billy" Leonard Boat (Phoenix (Connecticut), 2 februari 1966) is een Amerikaans voormalig autocoureur.

## Carrière
Boat reed vanaf het seizoen 1996-1997 tot 2002 in het Amerikaanse Indy Racing League-kampioenschap. In 1998 won hij de race op de Texas Motor Speedway. Het werd zijn enige overwinning. Hij reed in 2002 een laatste volledig seizoen om enkel in 2003 terug te keren om een laatste Indy 500 te rijden. Hij reed in zijn carrière 63 IndyCar-races en vertrok negen keer vanaf poleposition, waarvan een keer op de Indianapolis Motor Speedway in 1998. Zijn beste resultaat op Indianapolis was een derde plaats in de race van 1999. Hij heeft een auto-onderdelenbedrijf, dat hij tien jaar voor zijn IndyCar-carrière begon opgericht heeft.
Zijn zoon Chad is eveneens autocoureur en heeft onder anderen deelgenomen aan de NASCAR Nationwide Series en de Indy Lights.

### Resultaten
Indy Racing League-resultaten (aantal gereden races, aantal maal in de top 5 van een race, eindpositie kampioenschap en punten)
| Jaar | Races | 1ste | 2de | 3de | 4de | 5de | Rank | Ptn |
| ---- | ----- | ---- | --- | --- | --- | --- | ---- | --- |
| 1997 | 6     | -    | 2   | -   | -   | -   | 18   | 149 |
| 1998 | 9     | 1    | -   | 1   | -   | -   | 13   | 194 |
| 1999 | 10    | -    | -   | 1   | 2   | -   | 12   | 204 |
| 2000 | 9     | -    | -   | 1   | -   | -   | 10   | 181 |
| 2001 | 13    | -    | 1   | -   | 1   | 2   | 4    | 313 |
| 2002 | 15    | -    | -   | -   | -   | -   | 13   | 225 |
| 2003 | 1     | -    | -   | -   | -   | -   | 37   | 1   |